# Mônaco nos Jogos Olímpicos de Verão da Juventude de 2010
Mônaco participou dos Jogos Olímpicos de Verão da Juventude de 2010 em Cingapura. A delegação do principado foi constituída de quatro atletas de três esportes.

## Desportos aquáticos

### Natação
| Evento               | Atleta           | Qualificação | Qualificação | Semifinais  | Semifinais  | Final       | Final       |
| Evento               | Atleta           | Resultado    | Posição      | Resultado   | Posição     | Resultado   | Posição     |
| -------------------- | ---------------- | ------------ | ------------ | ----------- | ----------- | ----------- | ----------- |
| 100 m livre feminino | Amelie Trinquier | 1:05.04      | 47º (4º q2)  | Não avançou | Não avançou | Não avançou | Não avançou |

### Saltos ornamentais
| Atleta          | Evento                            | Elims. | Elims. | Final  | Final      |
| Atleta          | Evento                            | Pontos | Pos.   | Pontos | Pos. final |
| --------------- | --------------------------------- | ------ | ------ | ------ | ---------- |
| Pauline Ducruet | Trampolim 3 m individual feminino | 341.75 | 10º    | 326.45 | 12º        |

## Taekwondo
| Evento             | Atleta              | 1ª rodada              | Quartas-de-final | Semifinais  | Final       | Pos. final |
| ------------------ | ------------------- | ---------------------- | ---------------- | ----------- | ----------- | ---------- |
| Até 44 kg feminino | Christopher Deleage | GER Tahir Gulec D 2-12 | Não avançou      | Não avançou | Não avançou | 10º        |

## Vela
| Atleta            | Evento             | Regata | Regata | Regata | Regata | Regata | Regata | Regata | Regata | Regata | Regata | Regata | Regata | Total | Posição |
| Atleta            | Evento             | 1      | 2      | 3      | 4      | 5      | 6      | 7      | 8      | 9      | 10     | 11     | M      | Total | Posição |
| ----------------- | ------------------ | ------ | ------ | ------ | ------ | ------ | ------ | ------ | ------ | ------ | ------ | ------ | ------ | ----- | ------- |
| Massimo Mazzolini | Byte CII masculino | 20     | 22     | 19     | 26     | 29     | 21     | 28     | 22     | 11     | 20     | OCS    | 29     | 218   | 25º     |

Notas:
- M - Regata da Medalha
- OCS – On the Course Side of the starting line
- DSQ – Disqualified (Desclassificado)
- DNF – Did Not Finish (Não completou)
- DNS – Did Not Start (Não largou)
- BFD – Black Flag Disqualification (Desclassificado por bandeira preta)
- RAF – Retired after Finishing (Aposentou-se após completar a prova)